# Dean Martin
Dino Paul Crocetti (Steubenville, 7. lipnja 1917. – Beverly Hills, 25. prosinca 1995.), u svijetu show bussinesa poznatiji kao Dean Martin, slavni je američki pjevač, glumac i zabavljač koji je najveću slavu stekao sredinom 50-ih i tijekom 60-ih godina 20. stoljeća. 
Od 1946. godine je izvodio komične predstave s Jerryjem Lewisom te su 1948. godine imali priliku predstaviti svoj nastup i na TV, a od 1949. godine počeli raditi komične emisije i za radio. Iste godine njih dvojica nastupaju u filmskoj komediji My Friend Irma. Od 1950. do 1955. nastupio je u 186 epizoda zabavne TV emisije The Colgate Comedy Hour.
Osim po estradnom djelovanju upamćen je i kao član neformalne skupine "Rat Pack" (približno, "Štakorski čopor"), klana koji je isprva utemeljio Humphrey Bogart, a koji su poslije njegove smrti uglavnom činili Frank Sinatra, Sammy Davis Jr., Peter Lawford, Joey Bishop i Dean Martin, društvo koje je tijekom 60-ih godina dominiralo centrima američke zabave i estrade (a početkom tih 60-ih godina bilo je i vrlo blisko najvećim američkim političkim, kao i izvaninstitucionalnim centrima moći), društvo koje se je zajedno pojavilo i u kultnom filmu "Ocean's 11"  (kod nas je naslov filma bio preveden kao "11 mušketira"), iz 1960. godine.
Od 1965. godine je na nacionalnoj mreži NBC vodio Dean Martin Show, koji je do 1974. godine imao 264 epizode. Od 1974. do 1984. godine vodi The Dean Martin Celebrity Roast s 54 epizode. Veliki niz filmskih uloga završio je 1984. godine. ulogom u komediji Cannonball Run II.
Dean Martin je imao izrazito uspješnu pjevačku karijeru s preko 160 ploča te se mnoge njegove pjesme do danas izvode.

## Vanjske poveznice
Dean Martin u internetskoj bazi filmova IMDb-u (engl.)